# キタック
株式会社キタック（KITAC CORPORATION）は、日本の総合建設コンサルタント。地元密着型コンサルタントとして、新潟県をはじめ東日本のデータベースを保持。地すべり多発地域の新潟県で培ったノウハウによって、業界内では「防災のキタック」と言われる。
主に地質調査、土木設計、土質試験、環境分析を行う。

## 沿革
- 1973年（昭和48年）2月 - 新潟市に創業。創業時の社名は「北日本技術コンサルタント株式会社」。
- 1989年（平成元年） - 社名をキタック（KITAC）に変更。
- 1995年（平成7年） - 現在地に本社屋ビル建設移転。知足美術館を併設。
- 1998年（平成10年） - 株式を店頭登録（現在のジャスダック）。